# 聖多米尼克鄉

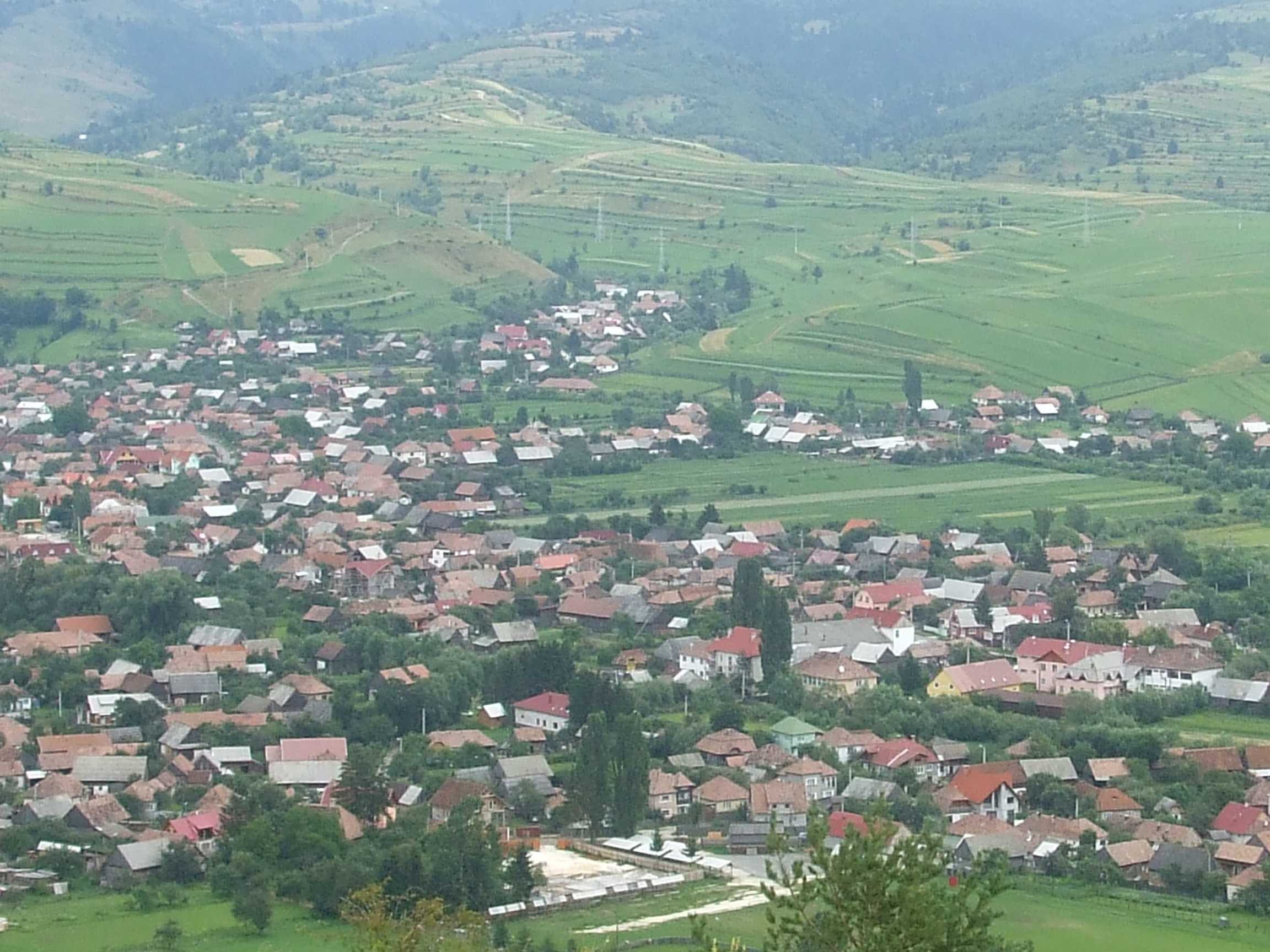

46°35′N 25°47′E / 46.583°N 25.783°E
聖多米尼克鄉（羅馬尼亞語：Comuna Sândominic, Harghita），是羅馬尼亞的鄉份，位於該國中部，由哈爾吉塔縣負責管轄，面積159平方公里，海拔高度756米，2007年人口6,478，人口密度每平方公里41人。